# Villepinte
Villepinte és un municipi francès, situat al departament de Sena Saint-Denis i a la regió de Illa de França. L'any 2007 tenia 35.444 habitants.
Forma part del cantó de Sevran i del districte de Le Raincy. I des del 2016, de la divisió Paris Terres d'Envol de la Metròpoli del Gran París.

## Demografia

### Població
El 2007 la població de fet de Villepinte era de 35.444 persones. Hi havia 11.216 famílies, de les quals 2.488 eren unipersonals (1.085 homes vivint sols i 1.403 dones vivint soles), 2.378 parelles sense fills, 4.981 parelles amb fills i 1.369 famílies monoparentals amb fills.
La població ha evolucionat segons el següent gràfic:
Habitants censats

### Habitatges
El 2007 hi havia 11.968 habitatges, 11.506 eren l'habitatge principal de la família, 75 eren segones residències i 386 estaven desocupats. 6.247 eren cases i 5.632 eren apartaments. Dels 11.506 habitatges principals, 6.935 estaven ocupats pels seus propietaris, 4.288 estaven llogats i ocupats pels llogaters i 283 estaven cedits a títol gratuït; 759 tenien una cambra, 1.256 en tenien dues, 2.394 en tenien tres, 3.511 en tenien quatre i 3.585 en tenien cinc o més. 7.852 habitatges disposaven pel capbaix d'una plaça de pàrquing. A 6.156 habitatges hi havia un automòbil i a 3.400 n'hi havia dos o més.

### Piràmide de població
La piràmide de població per edats i sexe el 2009 era:
| Homes | Edats   | Dones |
| ----- | ------- | ----- |
| 4     | 95 o +  | 20    |
| 16    | 90 a 94 | 28    |
| 48    | 85 a 89 | 80    |
| 52    | 80 a 84 | 84    |
| 140   | 75 a 79 | 252   |
| 276   | 70 a 74 | 328   |
| 368   | 65 a 69 | 352   |
| 536   | 60 a 64 | 548   |
| 748   | 55 a 59 | 644   |
| 1.240 | 50 a 54 | 1.036 |
| 1.392 | 45 a 49 | 1.324 |
| 1.292 | 40 a 44 | 1.320 |
| 1.168 | 35 a 39 | 1.392 |
| 1.252 | 30 a 34 | 1.268 |
| 1.440 | 25 a 29 | 1.384 |
| 1.396 | 20 a 24 | 1.348 |
| 1.696 | 15 a 19 | 1.540 |
| 1.596 | 10 a 14 | 1.460 |
| 1.436 | 5 a 9   | 1.272 |
| 1.036 | 0 a 4   | 1.024 |

## Economia

### Salaris i ocupació
El 2007 el salari net horari mitjà era 11,8 €/h en el cas dels alts càrrecs era de 21 €/h
(22,1 €/h els homes i 18,4 €/h les dones), el dels professionals intermedis 13,4 €/h (13,8 €/
h els homes i 12,9 les dones), el dels empleats 9,7 €/h (9,9 €/h els homes i 9,7 €/h les
dones) i el dels obrers 10,3 €/h (10,6 €/h els homes i 9 €/h les dones).
El 2007 la població en edat de treballar era de 24.920 persones, 17.111 eren actives i 7.809 eren inactives. De les 17.111 persones actives 14.770 estaven ocupades (7.760 homes i 7.010 dones) i 2.340 estaven aturades (1.210 homes i 1.130 dones). De les 7.809 persones inactives 1.333 estaven jubilades, 3.271 estaven estudiant i 3.205 estaven classificades com a «altres inactius».

### Ingressos
El 2009 a Villepinte hi havia 11.224 unitats fiscals que integraven 35.389 persones, la mediana anual d'ingressos fiscals per persona era de 15.986 €.

### Activitats econòmiques
Dels 1.454 establiments que hi havia el 2007, 11 eren d'empreses extractives, 13 d'empreses alimentàries, 19 d'empreses de fabricació de material elèctric, 42 d'empreses de fabricació d'altres productes industrials, 149 d'empreses de construcció, 352 d'empreses de comerç i reparació d'automòbils, 231 d'empreses de transport, 80 d'empreses d'hostatgeria i restauració, 49 d'empreses d'informació i comunicació, 67 d'empreses financeres, 37 d'empreses immobiliàries, 198 d'empreses de serveis, 150 d'entitats de l'administració pública i 56 d'empreses classificades com a «altres activitats de serveis».
Dels 299 establiments de servei als particulars que hi havia el 2009, 2 eren oficines de correu, 11 oficines bancàries, 5 funeràries, 24 tallers de reparació d'automòbils i de material agrícola, 2 tallers d'inspecció tècnica de vehicles, 8 autoescoles, 17 paletes, 32 guixaires pintors, 13 fusteries, 25 lampisteries, 19 electricistes, 30 empreses de construcció, 18 perruqueries, 2 veterinaris, 13 agències de treball temporal, 54 restaurants, 16 agències immobiliàries, 2 tintoreries i 6 salons de bellesa.
Dels 45 establiments comercials que hi havia el 2009, 3 eren supermercats, 1 un supermercat, 9 botiges de menys de 120 m², 11 fleques, 3 carnisseries, 5 llibreries, 6 botigues de roba, 1 una botiga d'equipament de la llar, 1 una sabateria, 1 un drogueria i 4 floristeries.
L'any 2000 a Villepinte hi havia 3 explotacions agrícoles.

## Equipaments sanitaris i escolars
El 2009 hi havia 1 hospital de tractaments de curta durada, 2 hospitals de tractaments de mitja durada (seguiment i rehabilitació), 2 psiquiàtrics, 1 centre d'urgències, 1 maternitat, 1 centre de salut, 10 farmàcies i 5 ambulàncies.
El 2009 hi havia 9 escoles maternals i 11 escoles elementals. A Villepinte hi havia 4 col·legis d'educació secundària i 2 liceus d'ensenyament general. Als col·legis d'educació secundària hi havia 1.860 alumnes i als liceus d'ensenyament general 1.611.

## Poblacions més properes
El següent diagrama mostra les poblacions més properes.